# Christian Lehmann (Pfarrer, 1978)
Christian Lehmann (* 1978 in Siegen) ist ein deutscher evangelischer Pfarrer der Württembergischen Landeskirche und Autor.

## Leben
Lehmann wuchs im Siegerland auf und studierte nach seinem Zivildienst auf der Nordseeinsel Borkum und einem Freiwilligendienst in Paraguay Evangelische Theologie in Wuppertal, Bochum und Tübingen. Nach dem Vikariat wurde er 2007 als Studienassistent für den Fachbereich Kirchen- und Theologiegeschichte an das Albrecht-Bengel-Haus in Tübingen berufen. In dieser Zeit hat er sich besonders mit der pfingstlich-charismatischen Bewegung beschäftigt und war Vorsitzender der evangelischen Allianz Tübingen. Seit September 2010 arbeitet er als Pfarrer in Walheim.
Christian Lehmann ist verheiratet mit seiner argentinischen Frau. Das Paar hat drei Söhne und wohnt in Walheim.

## Veröffentlichungen
- Wozu Taufe und Abendmahl?: was unseren Glauben gewiss macht (Hrsg.), SCM R. Brockhaus, Witten 2009, ISBN 978-3-417-29557-3.
- Einfach von Gott reden: liebevoll, praktisch und kreativ predigen, SCM R. Brockhaus, Witten 2012, ISBN 978-3-417-26469-2.